# Noa Eshkol

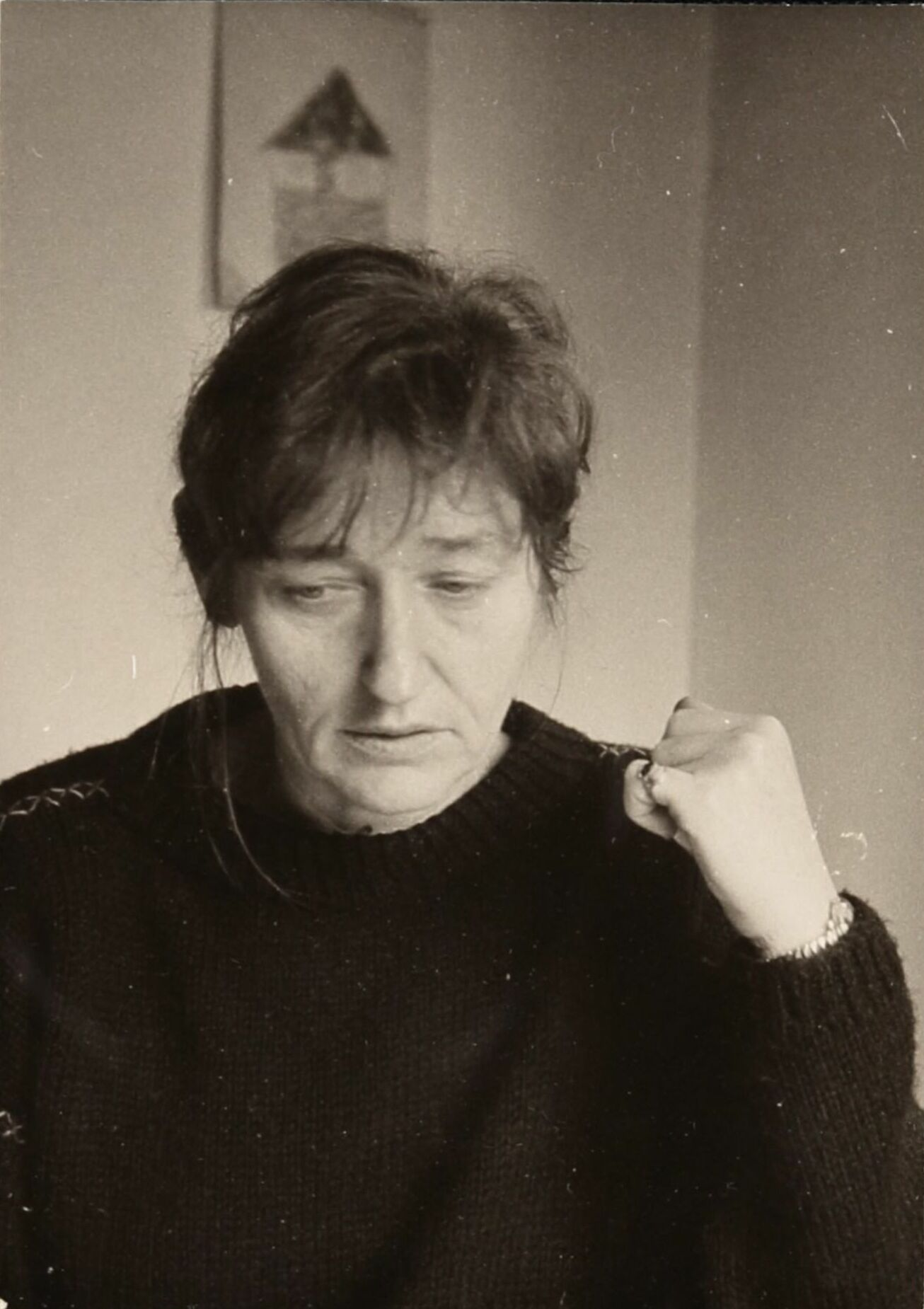
Noa Eshkol

Noa Eshkol (hebräisch נועה אשכול, geboren 28. Februar 1924 im Kibbuz Degania B, Palästina; gestorben 14. Oktober 2007 in Cholon, Israel) war eine israelische Tänzerin, Tanzpädagogin und Künstlerin. Sie ist für das Eshkol-Wachman-Bewegungsnotationssystems bekannt, das sie zusammen mit ihrem Schüler Avraham Wachman entwickelte. Neben ihrer Arbeit als Choreografin und Tanzlehrerin, bei der sie ein eigenes Ensemble leitete und an verschiedenen Bildungseinrichtungen unterrichtete, widmete sie sich der Schaffung textiler Kunstwerke.

## Leben
Noa Eshkol entstammte einer ukrainisch-jüdischen Familie. Ihr Vater Levi Eshkol emigrierte 1914 nach Palästina. Ihre Mutter war dessen erste Ehefrau Rivka Maharshek. Levi Eshkol war Mitbegründer des Kibbuz Degania B und ab 1963 bis zu seinem Tod der dritte Ministerpräsident Israels und von 1963 bis 1967 zusätzlich Verteidigungsminister.
Eshkol studierte von 1943 bis 1945 Tanz an der „Tehila Ressler Schule“ in Tel Aviv und von 1946 bis 1948 bei Rudolf Laban und Lisa Ullmann am „Art of Movement Studio“ in Manchester. In London besuchte sie die „Sigurd Leeder School of Modern Dance“. 1954 entwickelte und kodierte sie gemeinsam mit ihrem Ehemann, dem Architekten Avraham Wachman, das Eshkol-Wachmann-Notationssystem für Tanz und gründete in Cholon die „Chamber Dance Group“, die sie bis 1993 leitete. Sie tanzte ihren minimalistischen Tanzstil in Israel und bei Festivals im Ausland, darunter beim Festival dei due mondi in Spoleto.
Im Jahr 1972 gründete sie das Forschungszentrum für Bewegungsnotation an der Universität Tel Aviv und organisierte 1984 dort den ersten internationalen Kongress für Bewegungsnotation.
Eshkol lehrte an der Cameri Theater Schauspielschule in Tel Aviv, der Beit Zvi in Ramat Gan, an der Tanzfakultät der Jerusalem Academy of Music and Dance und am Kibbutzim College of Education in Tel Aviv. An der Universität Tel Aviv war sie von 1972 bis 1990 Professorin an der Fakultät für bildnerische und performierende Künste. 1968 hatte sie eine Gastprofessur an der University of Illinois at Springfield.
Als die Tänzer ihre Gruppe 1973 während des Jom-Kippur-Kriegs eingezogen wurden, begann sie Wandteppiche aus aufgefundenen Stoffresten zu gestalten. Die Noa Eshkol Foundation in Cholon beherbergt davon fünfhundert Exemplare.
Die Fotografin Sharon Lockhart installierte seit Ende 2011 Fotos und Filme über Eshkols Choreografien mit Tänzern aus Eshkols Tanztruppe im Israel-Museum in Jerusalem, im Los Angeles County Museum of Art und 2013 im Jewish Museum in New York City. Eine Ausstellung ihrer bildnerischen Werke unter dem Titel Noa Eshkol: Wall Carpets wurde 2013/14 auch in den Opelvillen in Rüsselsheim gezeigt.
Im Jahr 2024 wäre Noa Eshkol 100 Jahre alt geworden. Das Georg Kolbe Museum in Berlin präsentiert aus diesem Anlass in der Zeit vom 15. März 2024 – 25. August 2024 die Ausstellung ''Noa Eshkol – No Time to Dance'' mit den Schwerpunkten auf Eshkols Bewegungsforschungen seit den 1950er Jahren, Choreografien, Sprachstudien, Tänze, Textilkunst und das von ihr entwickelte Notationssystem für menschliche und tierische Bewegungen.
Zu ihren wichtigen Schülern zählen Moshé Feldenkrais, Avraham Wachman, Naomi Polani, Amos Hetz und Shmuel Seidel.

## Schriften (Auswahl)
- mit Abraham Wachmann: Movement notation. London, Weidenfeld and Nicolson 1958